# Philip Edward Davis
Philip Edward "Brave" Davis (Nassau, 7 de junho de 1951) é um político das Bahamas que atua como primeiro-ministro desde 17 de setembro de 2021. Ele é membro do Parlamento (MP) de Cat Island, Rum Cay e San Salvador desde maio de 2002.
Davis foi vice-primeiro-ministro de Perry Christie e ministro de Obras Públicas e Desenvolvimento Urbano de 2012 a 2017. Em seguida, atuou como líder da oposição de maio de 2017 a setembro de 2021, quando liderou o Partido Liberal Progressista à vitória e posteriormente empossou-se como primeiro-ministro.

## Biografia
Davis nasceu em uma casa perto de Wulff Road, o mais velho de oito filhos de Dorothy (nascida Smith), uma empregada doméstica de Alexander, Great Exuma e Brave Edward Davis, um bombeiro de Old Bight, Cat Island. Davis passou sua infância morando com seus avós em Cat Island, onde frequentou a Old Bight All Age School. Ao retornar a Nassau, ele continuou sua educação na Eastern Schools e se formou no St. John's College. Crescendo em uma família pobre, Davis trabalhou em vários biscates desde os 7 anos de idade para sobreviver.

## Carreira profissional
Davis trabalhou na construção civil até conseguir um emprego no Barclays. O trabalho foi breve, pois seus supervisores o encorajaram a buscar a advocacia. Ele foi convidado pela primeira vez para uma entrevista para se tornar um escriturário nas câmaras de advocacia de Davis Bethel. Embora tenha fracassado, ele acabou como funcionário da Wallace-Whitfield & Barnwell no final daquele ano e completou seus estudos jurídicos em 3 anos. Davis foi chamado para a Ordem dos Advogados das Bahamas em 1975, onde exerceu dois mandatos como vice-presidente e um como presidente da Ordem dos Advogados das Bahamas. Tornou-se sócio de longa data da Christie, Ingraham & Co, e foi nomeado magistrado. Ele fez parte do Conselho de Educação Jurídica da CARICOM.

## Carreira política
Davis se envolveu no Partido Liberal Progressivo ainda jovem, sendo voluntário como ajudante de campanha nas eleições gerais de 1967. Ele foi eleito pela primeira vez como Membro do Parlamento (MP) para Cat Island, Rum Cay e San Salvador em uma eleição de 1992. Embora tenha perdido seu assento em 1997, ele o recuperou em 2002 e o manteve desde então.
Antes de se tornar primeiro-ministro, Davis foi o líder da oposição e do Partido Liberal Progressista, tendo sido eleito na convenção do partido em outubro de 2017. Antes de sua eleição como líder do partido, ele era vice-líder, cargo para o qual foi nomeado pelo então líder Perry Christie em 2009, quando o PLP venceu as eleições gerais de 2012, tornou-se vice-primeiro-ministro das Bahamas e Ministro de Obras Públicas e Desenvolvimento Urbano, ao qual atuou até 2017, quando o PLP foi mais uma vez derrotado nas urnas.
Ele foi nomeado Conselheiro da Rainha (QC) em 2015.
Em setembro de 2021, o Partido Liberal Progressista derrotou o Movimento Nacional Livre no poder em uma eleição antecipada, enquanto a economia luta para se recuperar de seu colapso mais profundo desde pelo menos 1971. O Partido Liberal Progressivo (PLP) conquistou 32 dos 39 assentos na Câmara. Movimento Nacional Livre (FNM) ocupou os assentos restantes. Em 17 de setembro de 2021, o presidente do Partido Liberal Progressivo (PLP) Phillip “Brave” Davis foi empossado como o novo primeiro-ministro das Bahamas para suceder Hubert Minnis.

## Ministro das Obras Públicas e Desenvolvimento Urbano
Como Ministro das Obras Públicas e Desenvolvimento Urbano, ele supervisionou e garantiu que cerca de 1000 casas, tanto nas Ilhas da Família quanto em Nova Providência, fossem fornecidas com banheiros internos e água potável, além disso, ele supervisionou o desenvolvimento de infraestrutura nas ilhas, como a construção de estradas , reconstrução de diques, iluminação dos aeroportos das Ilhas Familiares e reparação de edifícios e docas danificados pelos furacões. Ele estabeleceu o Programa de Renovação Urbana de Reparos em Pequenas Casas, que viu mais de 1.000 proprietários e empregou milhares de empreiteiros e comerciantes.

## Primeiro ministro
Depois de vencer as eleições de 2021 em uma vitória esmagadora, Davis foi nomeado primeiro-ministro.

## Vida pessoal
Davis é casado com Ann Marie Davis, ativista dos direitos das mulheres e tesoureira da Bahamas Humane Society. Eles têm seis filhos e são anglicanos praticantes em St. Christopher's. Davis é membro do Toastmasters Club 1600 e um esportista interessado em beisebol, softball e natação.